# Sheivand
Sheivand est un site rupestre d’époque parthe qui abrite un relief élyméen qui y a été découvert en 1999, resté inconnu jusqu’à ce jour en raison de son éloignement des zones urbaines. Étant situé sur une piste de transhumance nomadique, le relief était néanmoins connu des pasteurs nomades bakhtiars. Taillé dans un rocher isolé, il domine la cascade d’un affluent de la rivière Karoun. 
La sculpture rupestre est florissante en Élymaïde aux IVe et IIIe siècles. La région bénéficiant alors d’une certaine autonomie, il s’y développe une véritable école dont l’art est caractéristique. Le relief est composé en deux registres. Le registre supérieur est profane. Il montre un attelage tracté par deux bœufs guidés par un écuyer, et sur lequel s'étend un personnage de haut rang qui tient une coupe. Le registre inférieur, est par contre cultuel: à l’avant plan se tient un prêtre qui tient une coupe et tend un flacon vers un brûle-parfum, tandis qu'un autre personnage se tient dans une attitude similaire à l’arrière plan. La représentation suit les canons typiques des reliefs parthes : les personnages sont figés, adynamiques, représentés de face, ce qui confère à l’ensemble une impression d’immobilité. L’exécution du relief est peu marquée en profondeur, ce qui lui confère un rendu rudimentaire.  
Bien que cultuelle, la scène du registre inférieure ne porte pas un caractère strictement religieux, ne représentant notamment pas de divinité. Les reliefs parthes sont en effet caractérisés par leur caractère profane, à l’opposé des reliefs des époques antérieures, notamment élamites. 